# All Nippon Airways
All Nippon Airways (viết tắt ANA), tên chính thức là Công ty cổ phần vận tải hàng không Toàn Nhật Bản (全日本空輸株式会社 (Toàn Nhật Bản Không Thâu Chu Thức Hội Xã) Zen-nippon Kūyu Kabushiki-gaisha,  TYO: 9202 , LSE:ANA), trong tiếng Nhật còn gọi tắt là Zennikkū (全日空 (Toàn Nhật Không)), là một hãng hàng không có trụ sở ở Tokyo, Nhật Bản. Đây là hãng hàng không quốc tế và nội địa lớn nhất của Nhật Bản, vượt trên hãng Japan Airlines và là hãng hàng không chính thức của Universal Studios Japan. Hãng có 49 điểm đến ở Nhật Bản và 22 tuyến quốc tế. ANA tuyển dụng 22.170 người vào tháng 3 năm 2007.
Trung tâm hoạt động chính của ANA tập trung tại Sân bay quốc tế Narita nằm ngoài Tokyo và Cảng hàng không quốc tế Kansai ở Osaka. Trung tâm nội địa chính của hãng tại Sân bay quốc tế Tokyo, Sân bay quốc tế Osaka, Sân bay quốc tế Chubu (gần Nagoya), và Sân bay Chitose Mới (gần Sapporo).
Cùng với các hoạt động chính của hãng, ANA còn kiểm soát nhiều hãng nhỏ hơn khác:
- Air Nippon, hãng hàng không khu vực của ANA
- Air Japan, cung cấp các chuyến thuê bao cho ANA
- Air Next, một hãng hàng không giá rẻ có căn cứ tại Sân bay Fukuoka
- Air Central, hãng hàng không có trụ sở Q400-based hoạt động chính tại Sân bay quốc tế Chubu Centrair

## Nhận diện thương hiệu

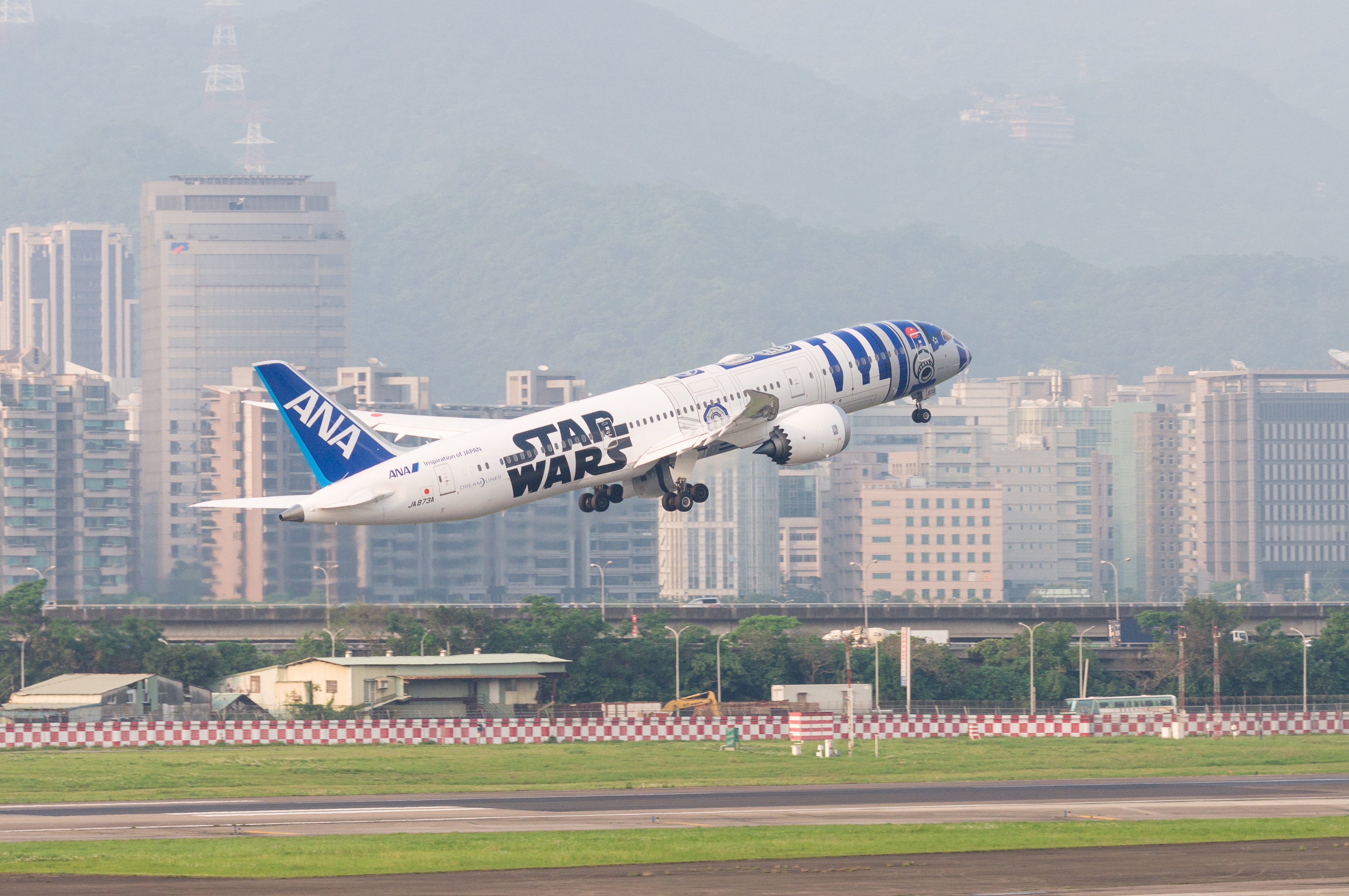
Boeing 787-9 mang màu sơn Star Wars R2-D2

### Thương hiệu cũ
Thương hiệu "Mohican" trước đây của ANA bao gồm phối màu xanh lam và trắng được sơn thành các phần dải trên thân máy bay, với bộ ổn định dọc màu xanh với biểu tượng ANA trước đây. Tất cả các máy bay mang logo này đều đã dừng khai thác hoặc sơn lại. Năm 2010, một chiếc Boeing 767-300 đã được sơn lại trong màu sơn này.

### Thương hiệu hiện tại
Màu xanh lam "Triton" hiện tại trên thân máy bay có màu trắng và xám cùng với một dải màu xanh lam sơn dưới cửa sổ. Logo ANA và khẩu hiệu của hãng "Inspiration of Japan" (Cảm hứng Nhật Bản) được sơn lên trên cửa sổ. Bộ ổn định dọc được sơn màu xanh lam với chữ ANA được sơn ngang.

## Thỏa thuận liên danh

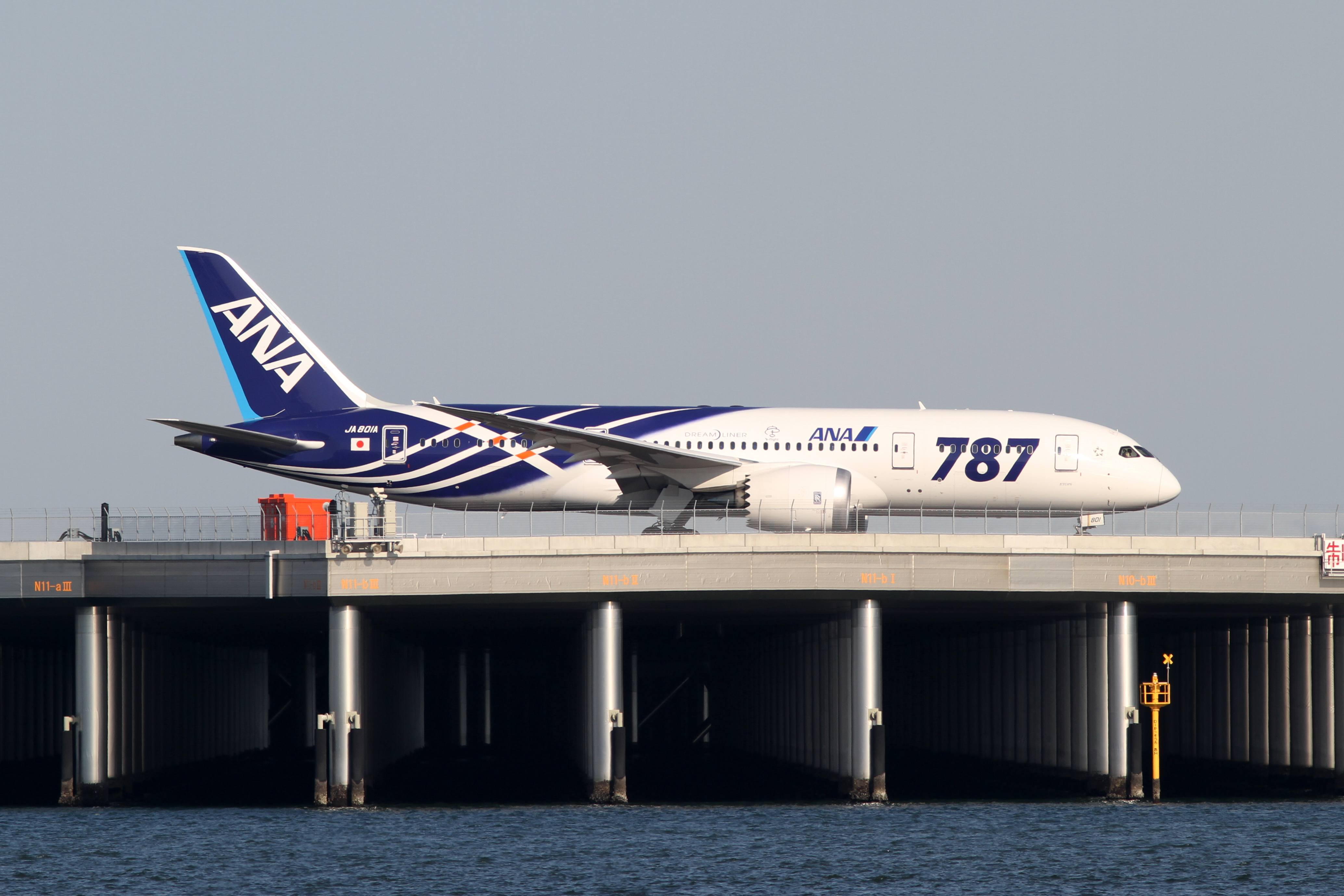
Boeing 787-8

- Air Canada
- Air China
- Air Do
- Air Dolomiti
- Air Japan
- Air Macau
- Air New Zealand
- Alitalia
- Asiana Airlines
- Austrian Airlines
- Avianca
- Brussels Airlines
- Ethiopian Airlines
- Etihad Airways
- Eurowings
- EVA Air
- Garuda Indonesia
- Ibex Airlines
- Juneyao Airlines
- LOT Polish Airlines
- Lufthansa
- Oriental Air Bridge
- Philippine Airlines
- S7 Airlines
- Shandong Airlines
- Shenzhen Airlines
- Singapore Airlines
- Solaseed Air
- South African Airways
- StarFlyer
- Swiss International Air Lines
- TAP Air Portugal
- Thai Airways
- Turkish Airlines
- United Airlines
- Vietnam Airlines
- Virgin Australia

## Các loại máy bay

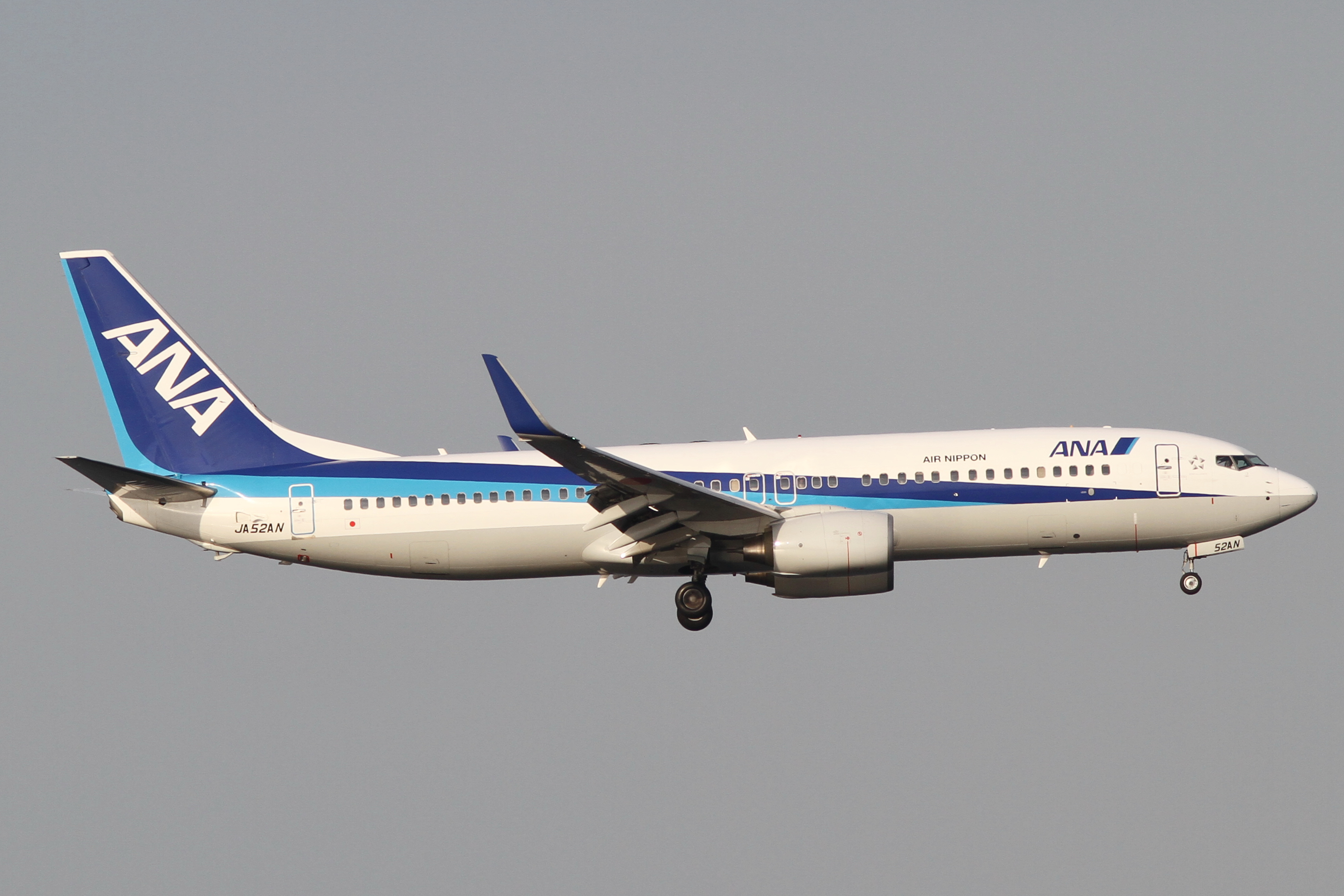
Boeing 737-800

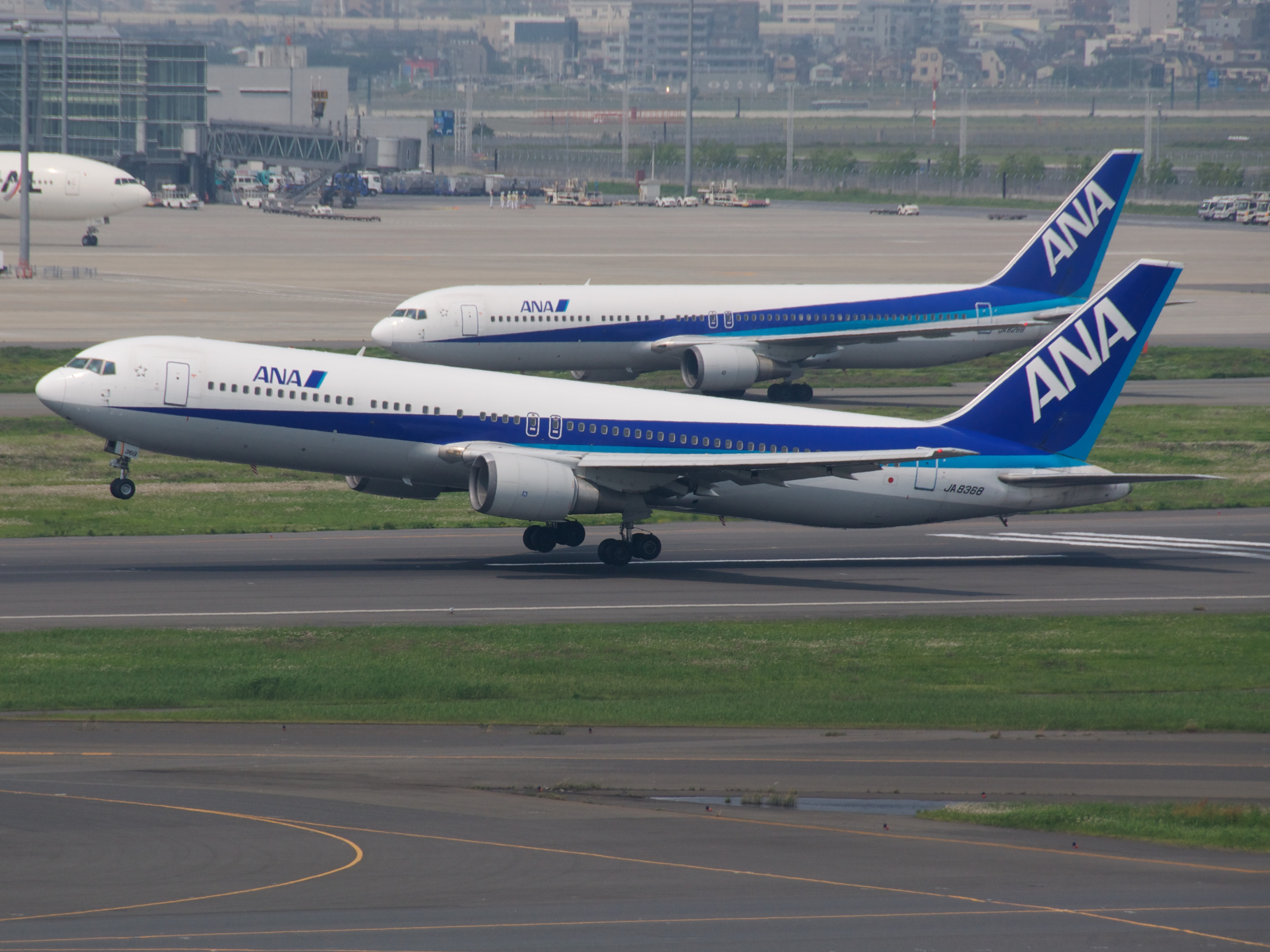
A pair of ANA Boeing 767-300s at Tokyo's Haneda Airport

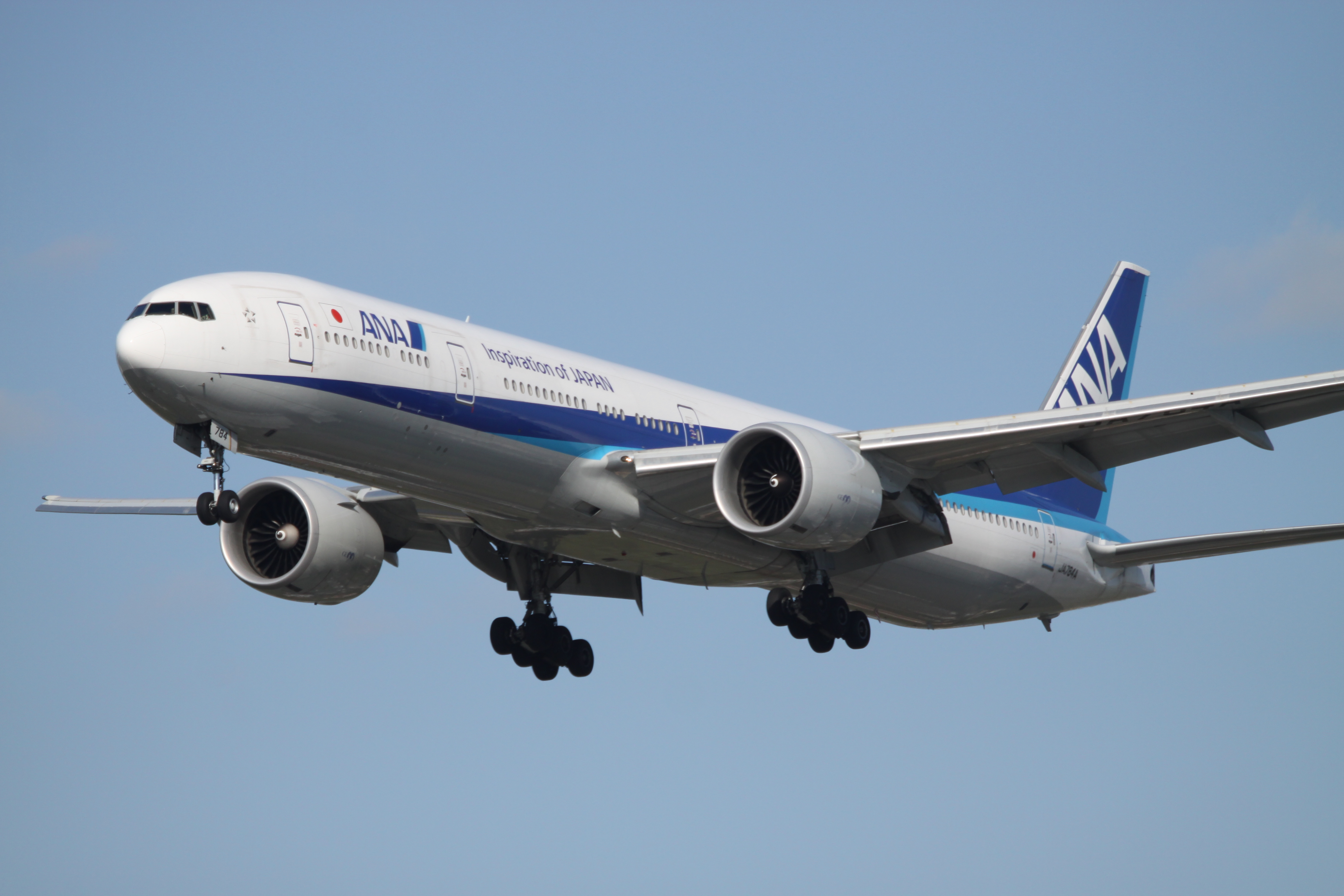
Boeing 777-300ER of ANA

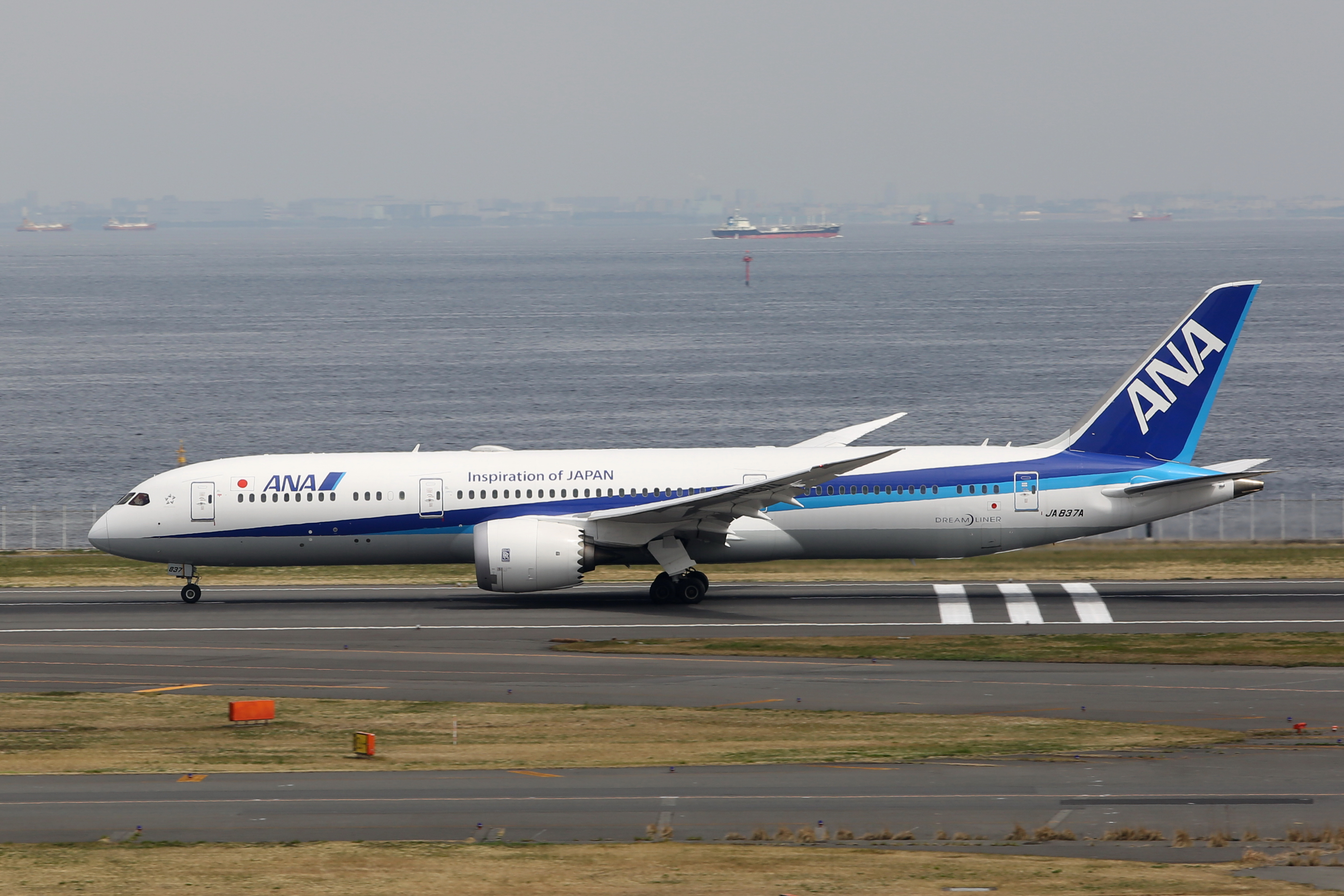
Boeing 787-9

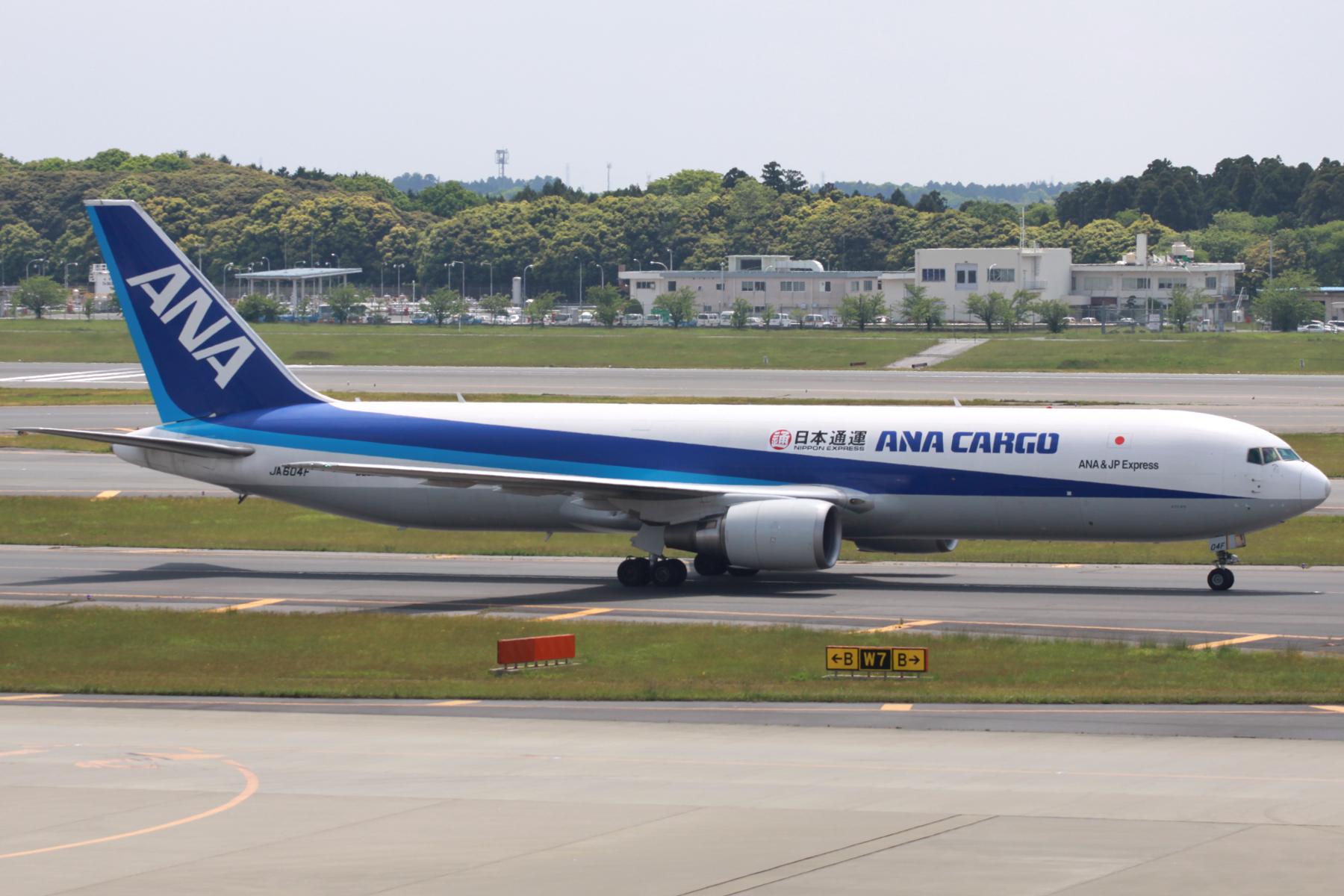
One of the airline's Boeing 767-300F cargo aircraft

Tính đến tháng 5/2024, đội bay ANA (không bao gồm các công ty con) bao gồm các loại máy bay: Mã hành khách ANA là 81 cho tất cả các máy bay Boeing ngoại trừ Boeing 787. Ví dụ, một chiếc Boeing 777-200ER đặt hàng mới bởi ANA sẽ có mẫu số 777-281ER.
Tuổi thọ trung bình đội bay tính đến tháng 7/2022 là 8.7 năm
| Máy bay           | Đang hoạt động | Đặt hàng | Hành khách | Hành khách | Hành khách | Hành khách | Hành khách | Ghi chú |
| Máy bay           | Đang hoạt động | Đặt hàng | F          | C          | P          | Y          | Tổng       | Ghi chú |
| ----------------- | -------------- | -------- | ---------- | ---------- | ---------- | ---------- | ---------- | --- |
| Airbus A320neo    | 11             | [ 6 ]    | —          | 8          | —          | 138        | 146        | |
| Airbus A321-200   | 4              | —        | —          | 8          | —          | 186        | 194        | |
| Airbus A321neo    | 22             | __       | —          | 8          | —          | 186        | 194        | |
| Airbus A380       | 3              | __       | 8          | 56         | 73         | 383        | 520        | Bắt đầu giao hàng từ 2019.                                                                                                  |
| Boeing 737-800    | 39             | —        | —          | 8          | —          | 158        | 166        | JA51AN sơn logo Star Alliance                                                                                               |
| Boeing 737 MAX 8  | —              | 20       | TBA        | TBA        | TBA        | TBA        | TBA        | Thêm 10 chiếc tùy chọn Giao hàng từ năm 2025                                                                                |
| Boeing 767-300ER  | 15             | —        | —          | 10         | —          | 260        | 270        | JA614A sơn logo Star Alliance JA604A sơn logo Star Wars R2-D2 & BB-8 JA608A, JA616A sơn logo Demon Slayer: Kimetsu no Yaiba |
| Boeing 767-300ER  | 15             | —        | —          | 35         | —          | 167        | 202        | JA614A sơn logo Star Alliance JA604A sơn logo Star Wars R2-D2 & BB-8 JA608A, JA616A sơn logo Demon Slayer: Kimetsu no Yaiba |
| Boeing 777-200    | 2              | —        | —          | 28         | —          | 364        | 392        | |
| Boeing 777-200ER  | 8              | —        | —          | 21         | —          | 384        | 405        | JA741A sơn logo Olympic Tokyo 2020 JA743A sơn logo Star Wars C-3PO                                                          |
| Boeing 777-300    | 5              | —        | —          | 21         | —          | 493        | 514        | |
| Boeing 777-300ER  | 13             | [ 9 ]    | 8          | 52         | 24         | 166        | 250        | 13 chiếc sẽ cho nghỉ hưu và thay thế bằng Boeing 777-9 Có chiếc mang màu sơn Pokémon Eevui Jet                              |
| Boeing 777-300ER  | 13             | [ 9 ]    | 8          | 52         | 24         | 180        | 264        | 13 chiếc sẽ cho nghỉ hưu và thay thế bằng Boeing 777-9 Có chiếc mang màu sơn Pokémon Eevui Jet                              |
| Boeing 777-300ER  | 13             | [ 9 ]    | 8          | 68         | 24         | 112        | 212        | 13 chiếc sẽ cho nghỉ hưu và thay thế bằng Boeing 777-9 Có chiếc mang màu sơn Pokémon Eevui Jet                              |
| Boeing 777-300ER  | 13             | [ 9 ]    | 8          | 64         | 24         | 116        | 212        | 13 chiếc sẽ cho nghỉ hưu và thay thế bằng Boeing 777-9 Có chiếc mang màu sơn Pokémon Eevui Jet                              |
| Boeing 777-9      | —              | 20       | TBA        | TBA        | TBA        | TBA        | TBA        | |
| Boeing 787-8      | 34             | —        | —          | 12         | —          | 323        | 335        | |
| Boeing 787-8      | 34             | —        | —          | 42         | —          | 198        | 240        | |
| Boeing 787-8      | 34             | —        | —          | 32         | 14         | 138        | 184        | |
| Boeing 787-8      | 34             | —        | —          | 46         | 21         | 102        | 169        | |
| Boeing 787-9      | 43             | 5        | —          | 18         | —          | 377        | 395        | JA873A sơn logo Star Wars R2-D2 JA882A sơn logo ANA 50th 787 JA897 mang màu sơn PokémonCó chiếc mang màu sơn Green          |
| Boeing 787-9      | 43             | 5        | —          | 40         | 14         | 192        | 246        | JA873A sơn logo Star Wars R2-D2 JA882A sơn logo ANA 50th 787 JA897 mang màu sơn PokémonCó chiếc mang màu sơn Green          |
| Boeing 787-9      | 43             | 5        | —          | 48         | 21         | 146        | 215        | JA873A sơn logo Star Wars R2-D2 JA882A sơn logo ANA 50th 787 JA897 mang màu sơn PokémonCó chiếc mang màu sơn Green          |
| Boeing 787-10     | 7              | 10       | TBA        | TBA        | TBA        | TBA        | TBA        | Đặt hàng với 7 tùy chọn. Có thể đặt hàng thêm từ 2020.                                                                      |
| Máy bay chở hàng  |                |          |            |            |            |            |            | |
| Boeing 767-300BCF | 5              | —        | Hàng hóa   | Hàng hóa   | Hàng hóa   | Hàng hóa   | Hàng hóa   | |
| Boeing 767-300F   | 4              | __       | Hàng hóa   | Hàng hóa   | Hàng hóa   | Hàng hóa   | Hàng hóa   | |
| Boeing 777F       | 2              | __       | Hàng hóa   | Hàng hóa   | Hàng hóa   | Hàng hóa   | Hàng hóa   | [ 12 ] |
| Boeing 777-8F     | __             | 2        | Hàng hóa   | Hàng hóa   | Hàng hóa   | Hàng hóa   | Hàng hóa   | |
| Tổng cộng         | 217            | 72       |            |            |            |            |            | |

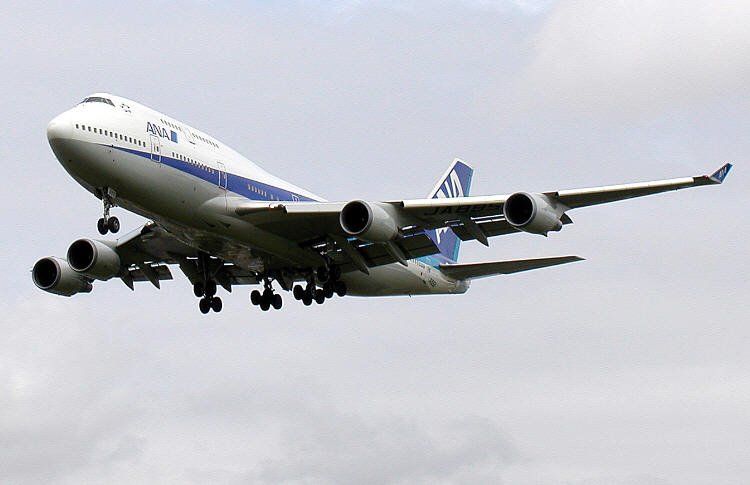
ANA Boeing 747-400
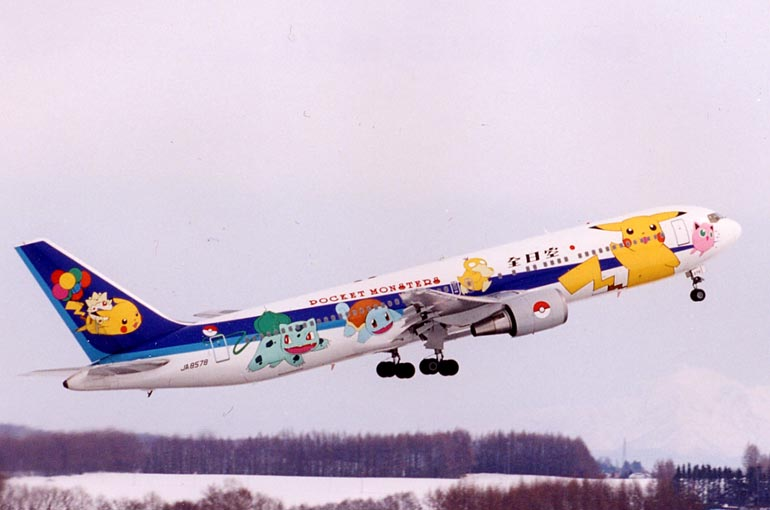
ANA Boeing 767-300
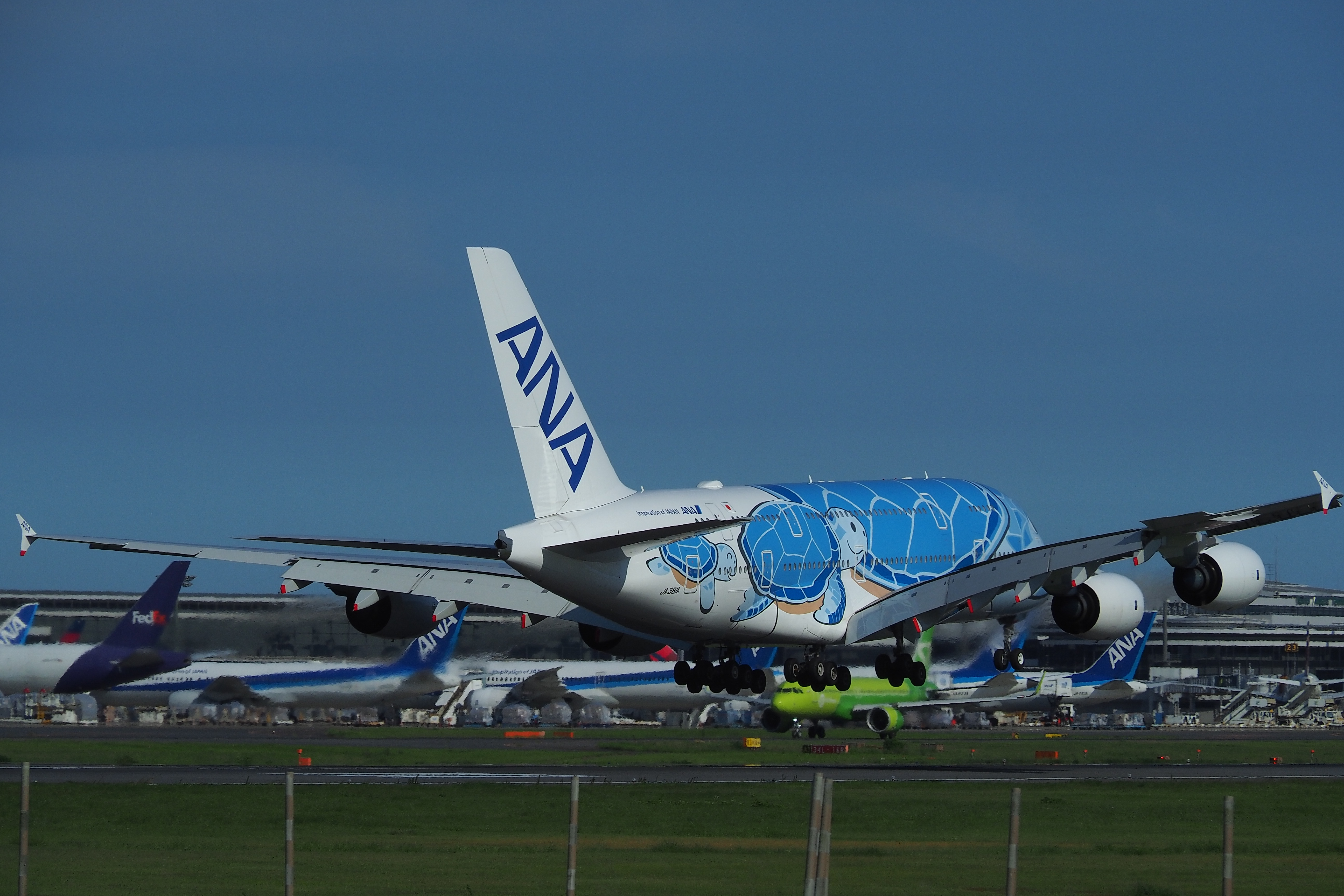
ANA Airbus A380

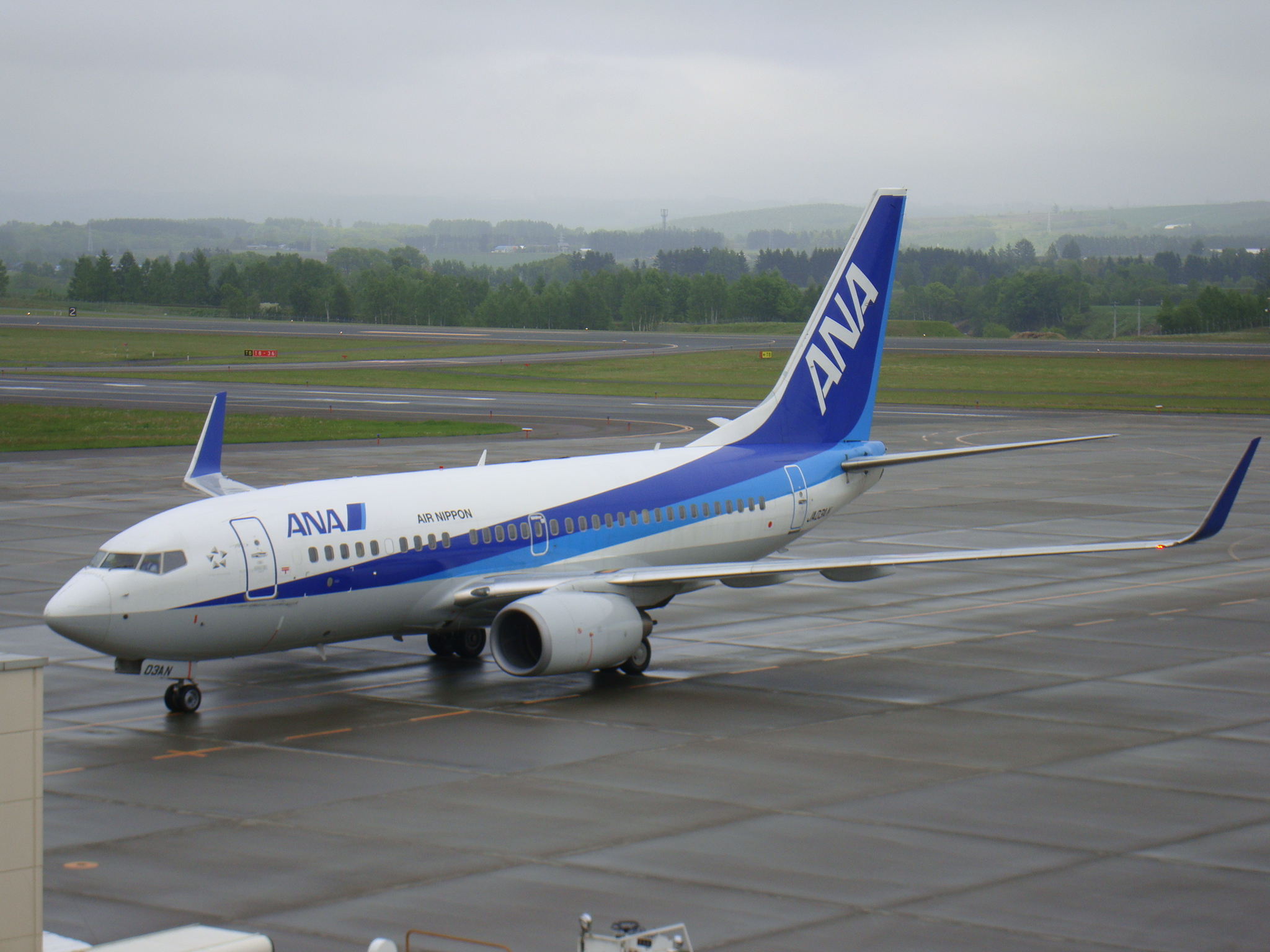
ANA(Air Nippon) Boeing 737-700
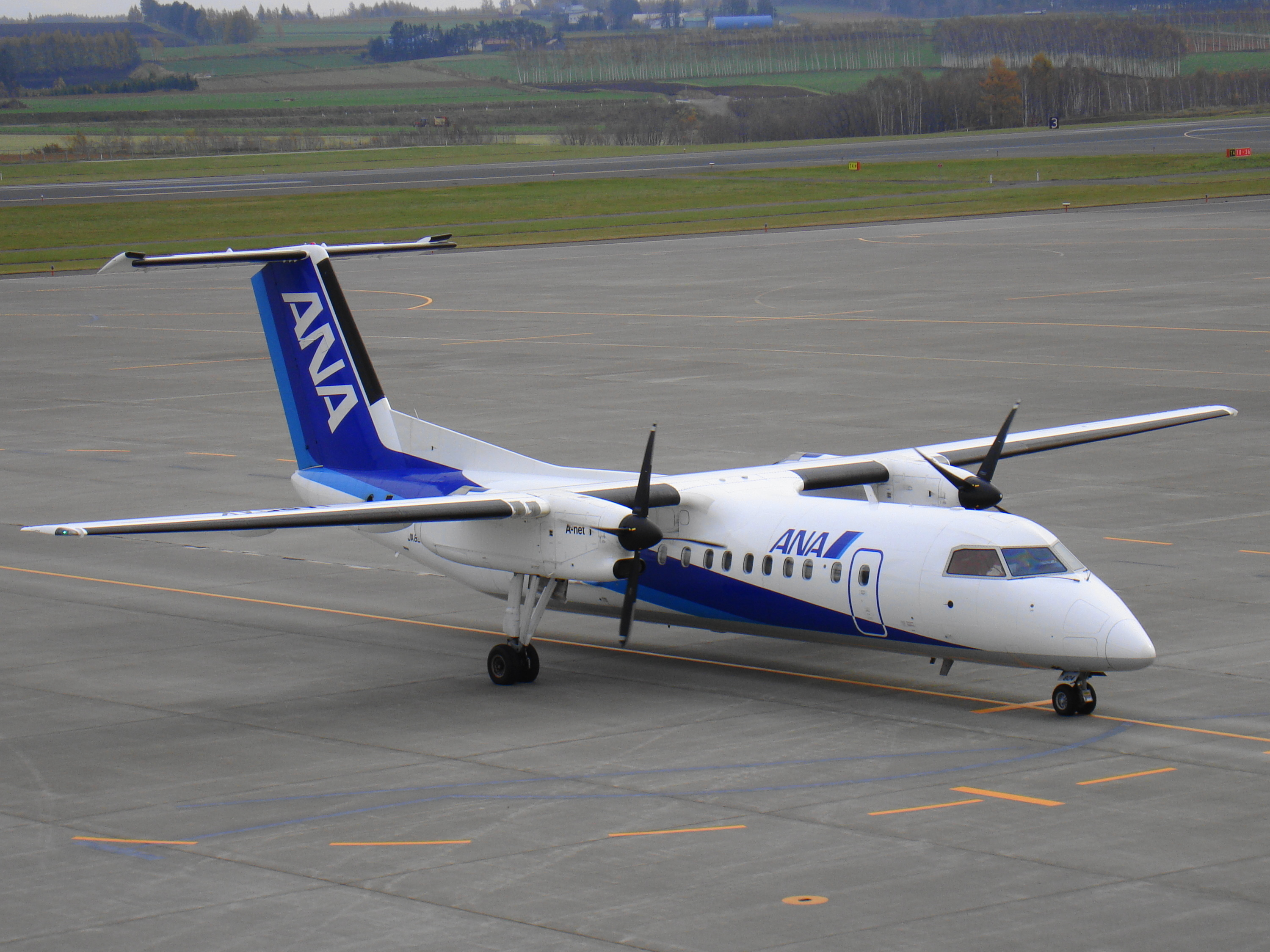
ANA(Air Nippon Network) Bombardier DHC8-Q300